# Gejiu
Gejiu (个旧市S, GèjiùP) è una città-contea della Cina, situata nella provincia di Yunnan e amministrata dalla prefettura autonoma hani e yi di Honghe.